# صوفي من مكلنبورغ-غوسترو
صوفي من مكلنبورغ-غوسترو (بالألمانية: Sophie von Mecklenburg-Güstrow)‏ (4 سبتمبر 1557 - 14 أكتوبر 1631) كانت ملكة القرينة لـ الدنمارك والنرويج بزواجها من فريدريك الثاني ملك الدنمارك، وهي والدة كريستيان الرابع وآن، ملكة إنجلترا واسكتلندا، كانت اغنى امرأة في شمال أوروبا في ذاك الوقت.